# 설명근
설명근(薛名根, 1986년 3월 9일 ~ )는 대한민국의 희극인이다.
청도에 있는 전유성 운영하는 철가방극장에서 개그를 했었다.
전주MBC 코미디파티 진짜사나이코너에서 훈련병으로 개그를 하였다.

## 방송
전주MBC 코미디파티
- 진짜사나이
- tvN 코미디빅리그
  - 진호를 위하여
  - 리얼극장 선택
  - 국주의 거짓말
  - 확인 또 확인
  - 산 넘어 산
  - 타짜:깡패 PD 곽철용
  - 신과 함께